# Džórhát
Džórhát (ásámsky যোৰহাট) je město v Ásámu, jednom ze svazových států Indie. Má přibližně 150 tisíc obyvatel.

## Poloha a doprava
Džórhát leží ve výšce přibližně 116 metrů nad mořem několik kilometrů od jižního břehu Brahmaputry. Na té je zde přístav pro trajektovou dopravu na ostrov Madžuli.
Letiště Džórhát nabízí každodenní spojení s Kalkatou, Novým Dillí a Guváhátí.

## Dějiny
V závěru 18. století byl Džórhát založen jako poslední hlavní město Ahomského království.
V roce 1885 byla do města přivedena úzkorozchodná železnice.